# Parapodisma setouchiensis
Parapodisma setouchiensis är en insektsart som beskrevs av Inoue 1979. Parapodisma setouchiensis ingår i släktet Parapodisma och familjen gräshoppor. Inga underarter finns listade i Catalogue of Life.